# Юрумлери
Юрумлери (на македонска литературна норма: Јурумлери) е село в община Гази Баба на Северна Македония.

## География
Селото е разположено в Скопската котловина на левия бряг на Вардар и на практика е квартал на Скопие.

## История
В края на XIX век Юрумлери е село в Скопска каза на Османската империя. Според статистиката на Васил Кънчов („Македония. Етнография и статистика“) към 1900 година в Юрумлери живеят 95 българи християни и 180 турци.
В началото на XX век цялото християнско население на селото е под върховенството на Българската екзархия. По данни на секретаря на екзархията Димитър Мишев („La Macédoine et sa Population Chrétienne“) в 1905 година в Юрумлери има 80 българи екзархисти.
След Междусъюзническата война в 1913 година селото влиза в границите на Сърбия.
На етническата си карта от 1927 година Леонард Шулце Йена показва Юрумлери (Jurumleri) като село с неясен етнически състав.
През втората половина на XX век на мястото на съборена стара паянтова църква е изграден храмът „Св. св. Петър и Павел“. В храма се намира част от резбования иконостас, изработен от Нестор Алексиев за скопската църква „Св. св. Константин и Елена“.
Според преброяването от 2002 година селото има 2983 жители.
| Националност     | Всичко |
| северномакедонци | 2523   |
| албанци          | 25     |
| турци            | 0      |
| роми             | 331    |
| власи            | 3      |
| сърби            | 58     |
| бошняци          | 0      |
| други            | 43     |

## Личности
Починали в Юрумлери
- Димитър Димитров Цонев, български военен деец, майор, загинал през Първата световна война[7]